# Liste von Ismaili Centres

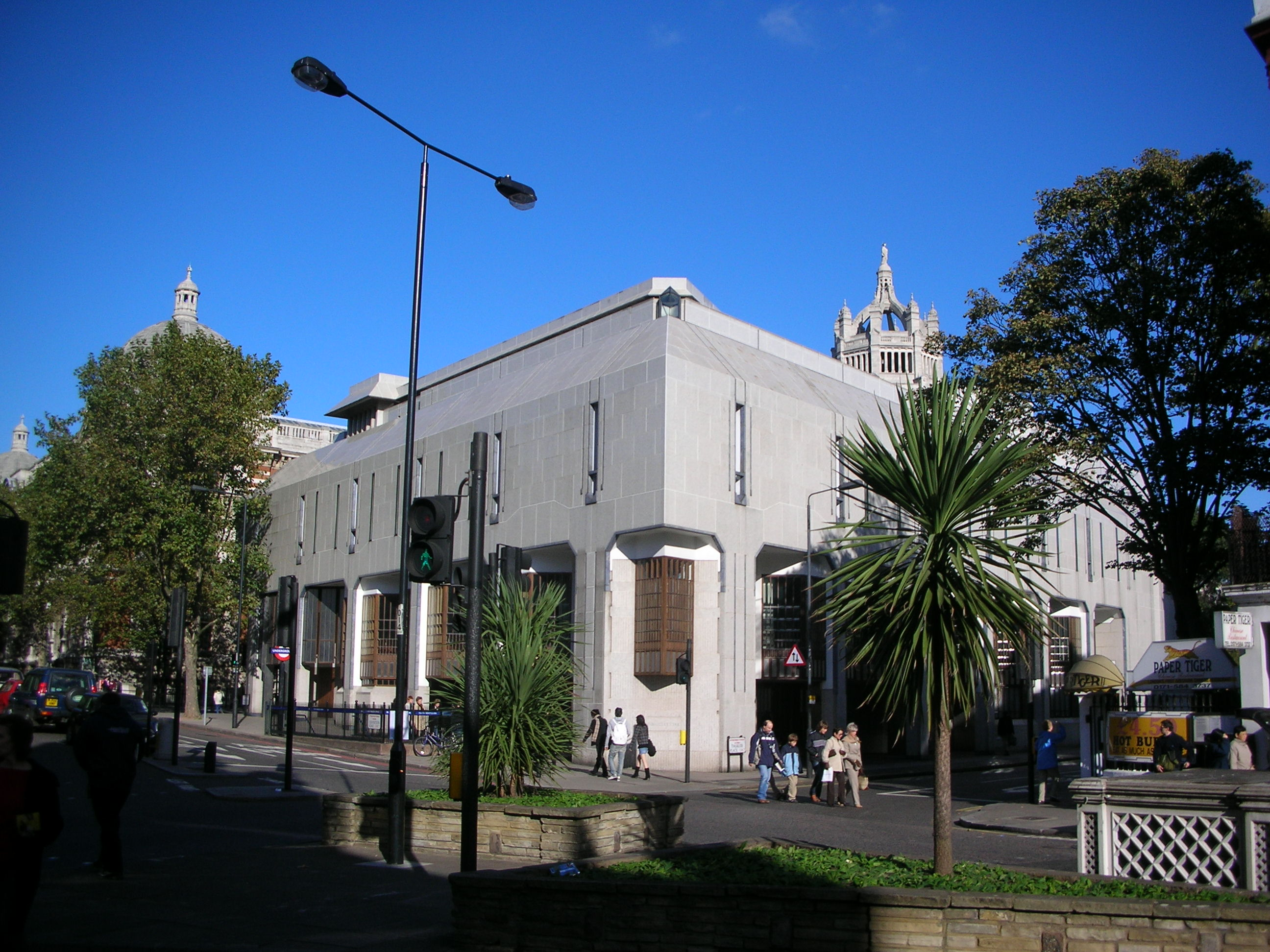
Ansicht des Ismaili Centre in London (Cromwell Gardens, South Kensington) von der Exhibition Road mit dem Victoria and Albert Museum

Dies ist eine Liste von Ismaili Centres. Der Grundstein für das erste Ismaili Centre der Nizariten in der westlichen Welt wurde 1979 in London gelegt.

## Übersicht
- Ismaili Centre, London (Offizielle Website)
- Ismaili Centre, Burnaby (Offizielle Website)
- Ismaili Centre, Lissabon (Offizielle Website)
- Ismaili Centre, Dubai (Offizielle Website)
- Ismaili Centre, Duschanbe (Offizielle Website)
- Ismaili Centre, Toronto (Offizielle Website)